# Buster Williams
Charles Anthony Williams, Jr., apodadado Buster Williams (Camden, Nueva Jersey, 17 de abril de 1942), es un contrabajista estadounidense de jazz.

## Biografía

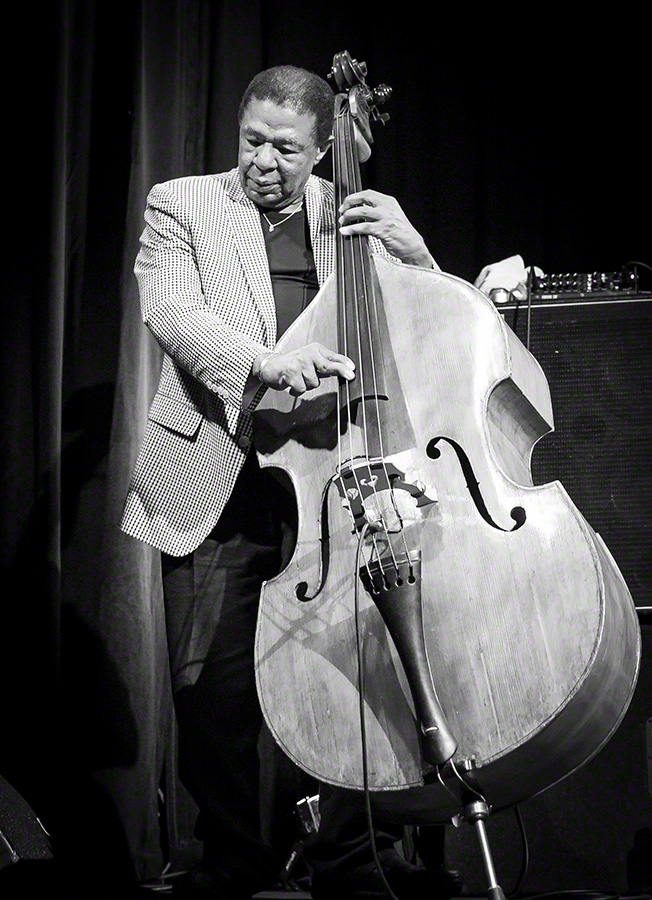
Buster Williams, Oslo Jazzfestival 2016

Hijo de madre costurera y padre músico semiprofesional, el interés de Williams por la música se despertó a muy temprana edad. Su padre fue su primer maestro y enseñó a Williams a utilizar la afinación alternativa La-Re-Sol-Do, esto es, eliminar el tradicional bordón de Mi añadiendo una cuerda extra afinada en Do, modificando así el registro del instrumento.
En 1959 comienza a trabajar con Jimmy Heath, y con tan solo 17 años se encuentra trabajando con Gene Ammons y Sonny Stitt. En 1960 obtiene su graduación en la Camden High School y permanece aún otro año en ruta con Stitt y Ammons. Cuando este último huyó con todo el dinero de la banda, Williams tuvo que trabajar durante una semana con el resto de la sección rítmica para pagarse el billete de vuelta a casa. Allí recibe lecciones de composición y armonía y comienza a trabajar con el trío de Gerald Price y con Dakota Staton. En 1962 acompaña a Betty Carter y efectúa una gira por Europa junto a Sarah Vaughan. En Francia conoce a unos músicos que serán decisivos en su futuro: Ron Carter, Herbie Hancock, George Coleman y Tony Williams, los miembros del quinteto de Miles Davis de la época.
En 1964 colabora con Nancy Wilson, se casa y se traslada a Los Ángeles donde continúa con Wilson hasta que decide dirigirse a Nueva York en 1968. De ese período proceden cinco álbumes con Nancy Wilson, otros cinco con The Jazz Crusaders y algunas grabaciones con Miles Davis y Kenny Dorham, aparte de numerosos trabajos de sesión para cine y televisión. Ya en Nueva York trabaja con Art Blakey, Herbie Mann y Mary Lou Williams, y permanece hasta 1972 con el sexteto de  Herbie Hancock, que incluía músicos como Johnny Coles, Garnet Brown, Joe Henderson, Tootle Heath, Benny Maupin, Billy Hart, Eddie Henderson, Julian Priester o Patrick Gleason.
En 1980 recibe una nominación a los Grammy por Love for Sale, un álbum con Hank Jones y Tony Williams. Continúa su serie de colaboraciones y trabajos de sesión, y forma un trío junto a Herbie Hancock y Al Foster que sigue trabajando (con las colaboraciones esporádicas de Branford Marsalis, Michael Brecker o Greg Osby) hasta 1995. En 1989 recibe una nueva nominación a los Grammy al tiempo que edita su Something More con Wayne Shorter; Herbie Hancock, Al Foster y el trompetista Shunzo Ono. Desde entonces, el músico continúa sus trabajos de sesión además de con la banda a su nombre, integrada por los músicos de Something More.

## Estilo y valoración
Uno de los sidemen más apreciados, Buster Williams ha sido una presencia constante a lo largo de las trasformaciones y las tendencias que ha sufrido el jazz a lo largo de los últimos 40 años. Su sonido oscuro y sólido y su técnica refinada han sido descubiertos por la generación de aficionados al jazz rock en las colaboraciones de Williams con el sexteto de Hancock (1969-1973), donde a menudo combinaba el uso del contrabajo con el del bajo eléctrico o usaba pedales de efecto.
Entre los premios y reconocimientos que ha recibido el músico se encuentran un Grammy en 1979; el Min-On Art Award; el SGI Glory Award y el SGI Cultural Award; el RVC Corporation RCA Best Seller Award; el NEA; o el New York Fellowship Grant.

## Colaboraciones
Buster Williams ha colaborado, entre otros muchos artistas, con Art Blakey, Betty Carter, Carmen McRae, Chet Baker, Chick Corea, Dexter Gordon, Jimmy Heath, Branford Marsalis, Wynton Marsalis, Gene Ammons, Sonny Stitt, Herbie Hancock, Larry Coryell, Lee Konitz, McCoy Tyner, Illinois Jacquet, Nancy Wilson, Elvin Jones, Miles Davis, the Jazz Crusaders, Ron Carter, Woody Shaw, Sarah Vaughan, Benny Golson, Mary Lou Williams, Hank Jones, Lee Morgan, Jimmy Rowles, Hampton Hawes, Cedar Walton, Bobby Hutcherson, Billy Taylor, Sonny Rollins, Count Basie, Erroll Garner, Kenny Barron, Charlie Rouse, Dakota Staton, Kenny Dorham o  Freddie Hubbard.

## Discografía parcial

### Como líder
- Pinnacle (1975)
- Crystal Reflections (1976)
- Tokudo (1978)
- Heartbeat (1978)
- Dreams Come True (1978)
- Something More (1989)
- Lost in a Memory (1999)
- Houdini (2001)
- Griot Liberte (2004)
- Live Volume 1 (2008)

### Como acompañante
Con Herbie Hancock
- Fat Albert Rotunda (1969)
- Mwandishi  (1969)
- Prisoner  (1969)
- Sextant  (1973)
- VSOP (1977)

Con otros artistas
- Compact Jazz: Sarah Vaughan (1957)
- Boss Tenors: Gene Ammons with Sonny Stitt (1961)
- Way Back Home - The Crusaders (1961)
- Miles Davis Quintet (1965)
- Jazz Profile - McCoy Tyner (1967)
- Lush Life - Nancy Wilson (1968)
- Easy - Grant Green (1978)
- Another Story - Stanley Turrentine (1969)
- Art of the Ballad - Dexter Gordon (1969)
- Frank Foster - Frank Foster (1969)
- Asante - McCoy Tyner (1970)
- Ms. Magic - Carmen McRae (1971)
- Outback - Joe Farrell (1971)
- The Essence of Mystery - Alphonse Mouzon (1972)
- Sunburst - Eddie Henderson
- Piano Man - Hilton Ruiz (1975)
- The Return of the 5000 Lb. Man - Rahsaan Roland Kirk (1975)
- The Betty Carter Album - Betty Carter (1976)
- Innocence - Kenny Barron (1978)
- Lazy Afternoon - Shirley Horn (1978)
- Woody Shaw III - Woody Shaw (1978)
- Ballads for Two - Chet Baker y W. Lackerschmid (1979)
- Renaissance - Branford Marsalis (1986)
- Toku Do - Larry Coryell (1987)
- African River - Abdullah Ibrahim (1989)
- Right There - Steve Turre (1991)
- Acoustic Masters I - Charles Lloyd (1994)
- Lunar Eclypse - Gil Evans (2000)
- Pick 'Em/Super Strings - Ron Carter (2001)
- SongSpirit - Sathima Bea Benjamin (2006)